# ミル (角度)
ミル (mil) は、主に軍事関係で使われる角度（平面角）の単位である。
日本では、この単位に密位の字を宛て「みりい（ミリイ）」と読んだ時期があった。また第二次世界大戦のドイツの戦車砲の照準器においてはシュトリヒ (Strich、線ないし目盛り線の意味) と呼ばれていた。
英語ではインチを表す単位表記の中に、“1000分の1インチ”を示す"mil"という単位をもつため、長さのmilとの区別のため、角度の単位の方を英語では「角度のミル」(angular mil) と呼ぶことがある。

## 概要
1ミルの元々の定義は弧度法で表現した1ミリラジアン (mrad) である。「ミル」という名称も、ミリ (mili) に由来するものである。この定義によれば、円周360度は2πradであるので、1rad=360度/2πとなり、1ミルは360度/2000π≒0.0573度となる。また、円周2πradは2000πmrad≒6283ミルとなる。
sin(0.001rad) ≒ 0.001 であるため、1000*sin(0.001rad)≒1となり、1km (=1000m) 先の1m幅の物体を見るときの角度（視角）がほぼ1ミリラジアン (mrad) となって都合が良い。これが軍事用にミルが多用される理由である。
軍事の実務では、上記の6283に近い、切りの良い値で円周を等分した角度をもって1ミルとしている。NATO各国と日本の自衛隊では円周を6400等分した角度（360/6400 = 0.056 25°）を1ミルと定義している。旧ソ連とフィンランドでは6000分の1である。スウェーデンでは2006年までは6300分の1としていたが、2007年以降はNATOと同じ6400分の1を採用している。
これとは別に、1000ヤードの距離に対して1ヤードの高さが張る角度を1ミルとする定義もあり、歩兵ミル (infantry mil) と呼ばれる。歩兵ミルに対し、1ミリラジアンに由来するミルは砲兵ミル (Artillery mil) と呼ばれる。
ミルという呼称の他、パーミル（‰）を用いる場合もある。「半径に対する弧長の比」というラジアン本来の意味に立ち返ればパーミルの意味と合致するし、歩兵ミルと勾配におけるパーミルは同じである。

## 実用
多くの軍事用コンパスやスコープには、ミルの目盛りが刻まれている。三角比を利用した次のような公式から、測定した対象のミル角で、対象までの距離を簡単に計算することができる（見込む角が小さいので、θをラジアン単位に取ると、前述の通り　sin θ ≒ θである）。
対象物の実際の幅または高さ (m) ／ 対象物までの距離 (km) = 対象のミル角
これを変形すると
対象物までの距離（km）=対象物の幅または高さ（m）／対象物のミル角
例えば、人間や戦車の大きさはある程度決まっているため、それらがどの程度のミル角に見えるかで、そこまでの距離も知ることができる。